# Kontaktlencse

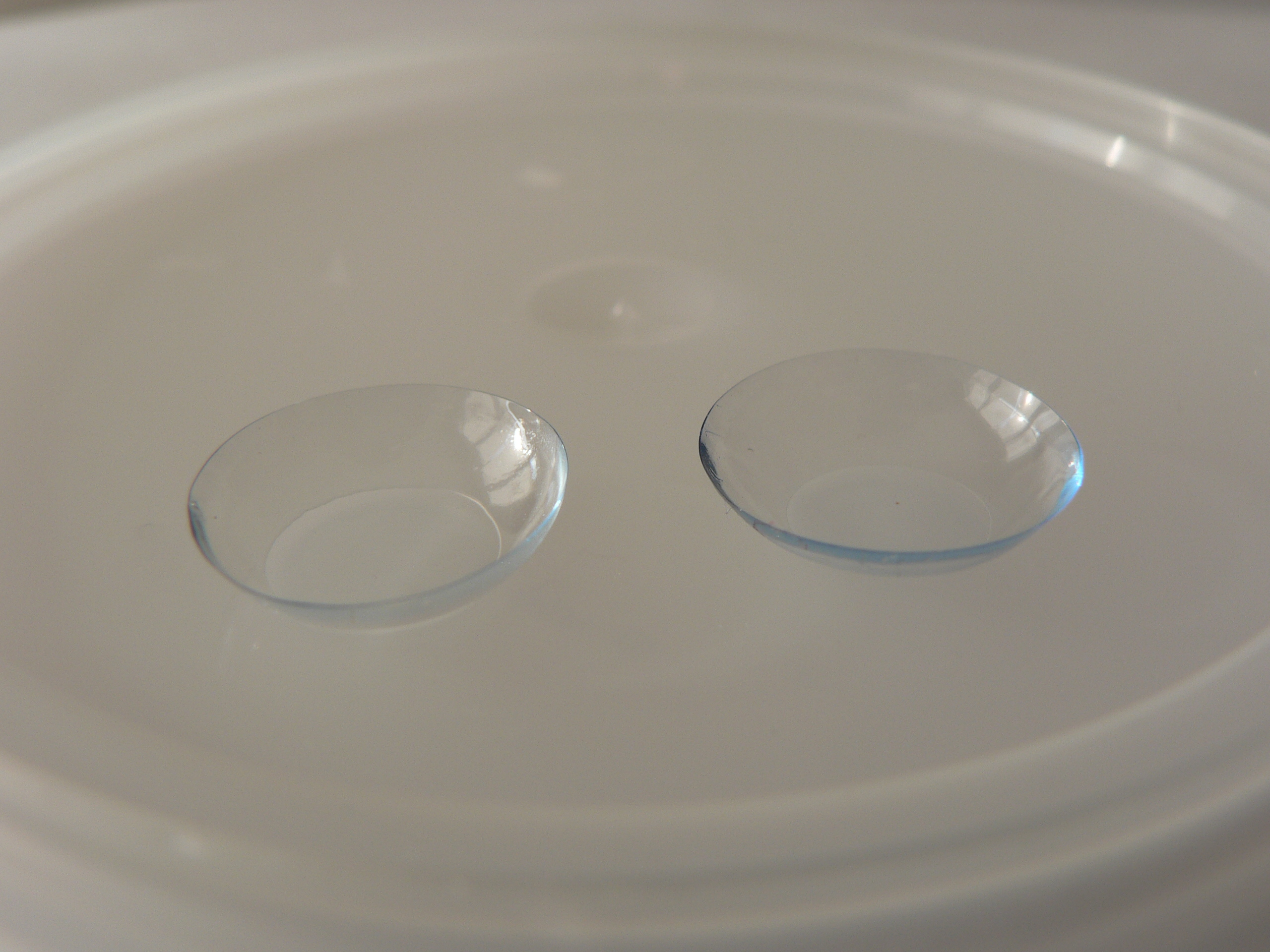
Egy pár kontaktlencse, homorú oldalukkal felfelé fektetve

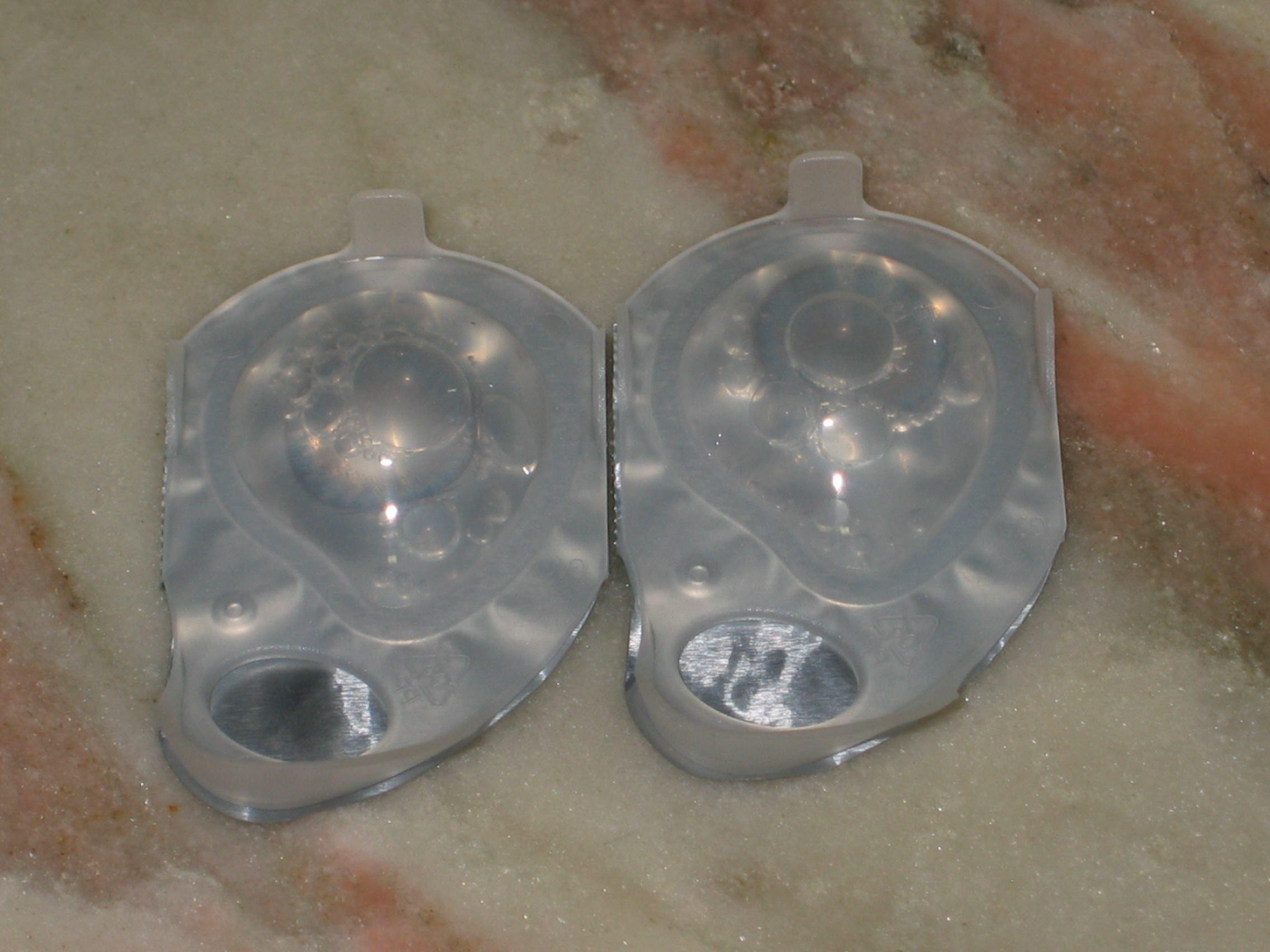
Egynapos viseletre szánt eldobható kék kontaktlencsék

A kontaktlencse korrektív, kozmetikai vagy terapeutikus lencse, amelyet a szem szaruhártyájára helyeznek. A korszerű kontaktlencséket a cseh kémikus, Otto Wichterle fejlesztette ki, aki egyúttal az elkészítésükhöz használt legkorábbi zselé feltalálója is. 
A kontaktlencsék legtöbbször ugyanazt a célt szolgálják, mint a hagyományos szemüvegek, de kis tömegűek, és gyakorlatilag észrevehetetlenek – sok lencsét ezért kissé kékítenek, hogy tisztításuk és tárolásuk egyszerűbb legyen. Ezzel szemben bizonyos kozmetikai célú lencséket azért festenek meg, hogy megváltoztassák a szem megjelenését. 
Becslések szerint mintegy 125 millió ember használ kontaktlencséket világszerte (2%), köztük 28-30 millióan az Amerikai Egyesült Államokban és 13 millióan Japánban. A használt és rendelvényezett lencsék típusa országonként változik.
A kontaktlencse-viselésre több tényező is késztetheti a viselőket. Sokan úgy tekintik, hogy megjelenésük számára előnyös a kontaktlencse a szemüveggel szemben, de az esztétikai okokon kívül a kontaktlencsék nem párásodnak be, valamint az esős időjárás sem érinti őket. Jelentősen nagyobb látóteret biztosítanak, mint a szemüvegek, és alkalmasabbak sporttevékenység közbeni viselésre is, továbbá bizonyos szembetegségek kizárólag velük korrigálhatók.

## Története
1636-ban René Descartes írt arról az ötletéről, hogy üvegből lencsét készítsenek, és azt közvetlenül a szemre helyezzék. Adolf Eugen Fick és August Müller elméleti meggondolásai után a 19. század végén nem sokkal később elkészültek az első kontaktlencsék üvegből. 23 mm-es átmérőjükkel nagyon kényelmetlenek voltak.
1939-től akrilüveget használtak, és a lencsék átmérője 10 mm-re csökkent. A hordási idő tíz-tizenkét órára nőtt, de a lencsék még mindig nem szellőztek. A kemény kontaktlencsét Doktor professzor Győrffy István és Heinrich Wöhlk, a lágy hidrogéllencsét Otto Wichterle találta fel.

## Típusai

### Kemény kontaktlencsék
1936-ban (más források szerint 1939-ben)  Doktor Győrffy István (1912–1999)  professzor készítette az első, általa kontaktkagylónak nevezett kemény kontaktlencséket műanyagból. Ugyanebben az időben Heinrich Wöhlk is készített műanyag lencséket. 1976-ban jelentek meg az első formatartó, szellőző kontaktlencsék. A műanyagok fejlődése miatt a mai kemény kontaktlencsék hajlékonyabbak, és kétszer-háromszor jobban szellőznek, mint a lágy kontaktlencsék. Átmérőjük 8-10 mm. Mozgékonyan úsznak a könnyfilmen. Ezzel csökken a szem károsodásának kockázata, mivel a szem jobban el van látva oxigénnel és tápanyagokkal. A tápanyagszállítás ugyanis rendszerint a lencse anyagán keresztül történik. A mérési módszereknek, a lencsék intelligens formatervezésének és az anyag minőségének fejlődésének köszönhetően a lencsék kényelmesebbekké váltak. 
A lencse öregedése közben elveszti alakját, és károsíthatja a szaruhártyát; ezért nem ajánlott a lencsét a megadott időnél tovább hordani.

### Lágy kontaktlencsék
A lágy kontaktlencsék (1971 óta) rugalmasan illeszkednek a szaruhártyára. Átmérőjük 12-16 mm, a nyitott szem szemhéja alá illeszkedik. Mindezekért a lencse biztosabban ül a szemen, így kisebb a leesés és elvesztés kockázata, például vízi sportok közben. Sokan kényelmesebbnek érzik ezt a típust. A szem sérülésének nagyobb a kockázata, mint a kemény kontaktlencse használatakor a rosszabb tápanyag- és oxigénellátottság, s a lencsén keletkező lerakódások, vagy a lencsében levő vízben oldott káros anyagok miatt.
Külön altípust képviselnek az egynapos kontaktlencsék, amik egy napig hordhatók, azután kidobandók.
1981-től készülnek olyan szilikonhidrogél lencsék, amik több napon és éjszakán át is hordhatók. Csak harminc nap után kell cserélni őket, de ezt nem érdemes mindenkinek kivárnia: az érzékeny szeműek szemének az a legjobb, ha csak nappalra teszik fel. Sok szemész és optikus inkább lebeszéli a viselőket arról, hogy kontaktlencsében aludjanak, mivelhogy ezzel megnőne a szaruhártya megfertőződésének kockázata.

### Összehasonlítás
A mai kemény kontaktlencsék nem kemények, hanem sokkal kényelmesebbek. De még ma is fennáll az a veszély, hogy erős szélben vagy füstös környezetben a szemet irritáló idegen testek kerülnek a lencse alá. Más szempontból azonban a kemény kontaktlencsék felülmúlják lágy társaikat. A szaruhártya megfertőződésének kockázata harmadakkora, mint a lágyaknál: 1,1:10 000 a 3,5:10 000-rel szemben. Összességében azonban mégis a lágy lencsék a népszerűbbek, mivel sokan emlékeznek még a régi típusok hosszú hozzászokási idejére, és a könnyezésre.
A választás a viselő tevékenységeitől is függ. Irodai munkához a kemény lencsék megfelelőbbek, már csak azért is, mert nem száradnak ki például a légkondicionálás miatt, ezért kellemesebbek. Vízi sportoknál viszont a lágy lencsék kényelmesebbek, mert nehezebben mozdulnak el.
Egy másik szempont a viselés gyakorisága. Az egyes alkalmakra, vagy a sporttevékenység idejére feltett lencsék költségigénye megfelel az egynapos, hetes vagy egy havi lágy kontaktlencse árának, míg mindennapos használatra olcsóbb kemény lencséket venni, mivel ritkábban kell belőlük újat venni, ha megfelelően tartják és gondozzák őket. A döntést az adott egyénnel együttműködve hozza meg a szemész vagy az optikus.

### Hibrid kontaktlencsék
A hibrid lencséket az amerikai Synergeye cég dobta piacra 2005-ben, de azóta már mások is gyártják. Középső részük formastabil, amit lágy lencseanyag vesz körül. Ezzel próbálják meg egyesíteni a kemény és a lágy kontaktlencsék előnyeit. Különösen azoknak ajánlják, akik keratoconusban szenvednek, és eddig csak kemény kontaktlencsét használhattak. Ezeknek a betegeknek már a második generációs, féléves lencséket kínálják, amik megfelelő gondoskodás mellett tovább is kitartanak.

## Fajtái
A legtöbb kontaktlencse rövid- vagy távollátásra használt szferikus, vagy aszferikus peremű lencse, de másféle kontaktlencsék is léteznek.

### Időskori távollátás
A negyvenes életévekben az emberi szem elveszti azt a képességét, hogy különböző távolságokra fókuszáljon. Ezt a jelenséget időskori távollátásnak nevezik. Egyes esetekben a szem sérülése vagy betegsége miatt előbb is szükség lenne korrekcióra. 1982 óta léteznek multifokális lencsék; ezek lehetnek szegmens alakú, vagy koncentrikus lencsék, amik készülnek lágy és kemény változatban is. Egy másik lehetőség a monovíziós technika, ami az egyik szemet közelre, a másikat távolra állítja be élesnek. 
A módszert személyre szabottan, a fiziológiai lehetőségekhez és a használat módjához alkalmazkodva állapítják meg.

#### Szegmens alakú lencsék
A szegmens alakú lencsék rendszerint két különböző törőerejű zónából állnak. Távolra nézéskor a szem a felső, a távoli látást korrigáló részen át néz. Közelre nézéskor a szem lefelé néz, a szemhéjak letolják a lencsét, és a szem a közeli zónán át néz.

#### Koncentrikus lencsék
A koncentrikus lencsék két vagy több gyűrű alakú zónát tartalmaznak. A modern lencséknél folytonos az átmenet. A felhasználó egyszerre használhatja a különböző zónákat, ezért ezt a rendszert szimultán rendszernek nevezik. A rendszer elvét már az 1950-es években kidolgozta Collins és Carle: a szemnek a közeli, és a távoli képet is mutatják, és az öntudatlanul kiválasztja azt, ami kell.

#### Monovíziós technika
Itt nem alakítanak ki különböző zónákat, hanem az egyik szemet közeli, a másikat távoli látásra korrigálják. A technika hátránya, hogy rontja a kétszemes, térbeli látást.

### Tórikus kontaktlencsék
A tórikus kontaktlencsék az asztigmiát korrigálják. A dioptria mellett még a tengely és a cilinder pontos helyére és értékére is szükség van arra, hogy a szaruhártya szabálytalan görbületét ellensúlyozzák.
A kisebb asztigmiát még nem kell külön korrigálni, mert a kemény kontaktlencse nem fekszik szorosan a szaruhártyán, és a kettő közötti könnyfilm elegyengeti a szabálytalanságokat. Az így elérhető korrekció mértéke egyénfüggő.
A lencsének meghatározott pozícióban kell a szemen feküdnie; ezt különböző módokon érik el, amik kikényszerítik a lencse pontos eligazítását.

### Éjszakai lencsék
Az éjszakai lencséket lefekvés előtt teszik be, és egész éjszaka bent vannak; ezalatt formálják a szaruhártyát. Ez a hatás elég arra, hogy használója egy-két napig szabad szemmel is jól lásson.

### Sérülések kezelése
A sérülések kezelésére alkalmazott kontaktlencséket a szemész teszi be, ahol négy hétig maradnak.

### Színes kontaktlencsék
A színes kontaktlencsék főként kozmetikai célokat szolgálnak. Optikai funkcióik rosszabbak, mint a többi lencséé. Minden divatos színben és motívumokkal is készülnek, például hüllő- vagy mangamotívumokkal. Egyes típusaik az egész szemet befedik. Ezeket a lencséket a gyártó javallata szerint sok szemcseppel, és csak legfeljebb hat órán át lehet hordani. A nagy méretű kontaktlencsék betétele kellemetlen, sőt akár fájdalmas is lehet.

### Intraokuláris lencse
Az intraokuláris lencsék a szemen belül, a szemlencsével együtt, vagy azt helyettesítve átvéve javítják a látást. Akrilból, szilikonból, és hidrogélből készülő, összehajtható lencsék. Léteznek konvex, konkáv, tórikus és multifokális fajtájú lencsék. Egyes típusaik alkalmazkodni is tudnak, vagy végleges formájuk UV-fénnyel utánigazítható. A szó szoros értelmében ezek nem kontaktlencsék.

## Általános tulajdonságok
A rövidlátást javító lencsék a szélükön vastagabbak, mint középen, ezért nehezebb hozzájuk szokni, mint a távollátást korrigálókhoz, amik a szélükön vékonyabbak. 
Erős rövidlátás esetén a kontaktlencse nem kicsinyíti úgy le a képet, mint a szemüveg. Ezzel jobb korrekció érhető el. Erős távollátás esetén a kép nem nagyítódik fel, a látótér nem szűkül be. A szemüvegkeret nem határolja be a látóteret, és a szem mozgása természetes maradhat. 
Használata előtt azonban mindenképp kérjük szakember segítségét és tanácsát!

## Kockázatok és mellékhatások
- A rosszul megválasztott lencse rontja a szaruhártya szellőzését és tápanyagellátását.
- A kontaktlencsék növelik a fertőzés kockázatát.
- A szem túlérzékennyé válhat, nem bírja tovább a lencsét. A felhasználók ezt száraz szemnek nevezik. Oka a kontaktlencsék túlhordása, a rossz higiénia és a rosszul beigazított lencsék.
- Ha a felhasználó a légkondicionálóra, vagy a cigarettafüstre panaszkodik, az a kezdődő túlérzékenység jele lehet.
- A lencse nem csúszhat hátra, a szem mögé, mert a szaruhártya széle útban van.
- Ügyelni kell a technikára: csak tiszta kézzel szabad a lencséhez nyúlni, és a lencsetartókat rendszeresen cserélni.
- Tartalék szemüvegre is szükség van, mert lehet, hogy egészségügyi okokból meg kell szakítani a lencse viselését.
- A mikrobák és a klór ronthatják a lencse működését. Az úszáshoz ezért úszószemüveget, vagy egynapos lencsét ajánlanak.

## Internetes kontaktlencse-vásárlás
Az interneten történő kontaktlencse vásárlás napjainkban egyre népszerűbbé válik. A szakemberek sok esetben nem javasolják az interneten történő kontaktlencse vásárlást. Mások ugyanolyan áruként tekintenek rá, mint bármely egyéb záros idejű szavatossággal rendelkező termékre. Az interneten történő kontaktlencse-vásárlás során legtöbb esetben a boltban megvásárolható típusú és márkájú termékeket vásárolhatunk. A legfontosabb paraméterek, amelyekre
feltétélenül figyelnünk kell a  helyes dioptria megadásán kívül rendeléskor: a lencse átmérője (DIA), görbülete (BC) .
Kontaktlencse vásárlás előtt mindenképp forduljunk szakemberhez: kontaktológushoz vagy szemorvoshoz!